# Clignotant (émission de télévision)
Pour les articles homonymes, voir Clignotant (homonymie).
Clignotant est une émission de télévision française consacrée aux enfants de 7 à 11 ans diffusée du lundi au samedi de 18 h 40 à 18 h 55 sur la troisième chaîne couleur de l'ORTF à partir du 31 décembre 1972 à juin 1973 dans le cadre de la case Jeunes Années dédiée aux émissions pour la jeunesse.